# La fama que camina
La fama que camina es el nombre del cuarto álbum de estudio del cantante de reguetón J Álvarez. Fue lanzado el 30 de marzo de 2018, por On Top of the World Music, Young Boss Entertainment y GLAD Empire. Cuenta con las colaboraciones de artistas como Zion & Lennox, Tito Nieves, Bad Bunny, Almighty, Darell, Miky Woodz, Darell, entre otros. Entre los sencillos más destacables del disco se encuentran «De la mia personal», «Rico suave», «Esa boquita», entre otros. El sencillo «Rico Suave» recibió una Certificación de Oro de la RIAA, por lo que el compositor EFKTO se desahogó en su cuenta de Instagram tras ser víctima de otros productores que "no le daban los créditos que merece".
En 2019, se lanzó dos ediciones nuevas, tituladas 1.5 y Vol. 2, con 12 canciones en cada una. Estas contaron con colaboraciones de artistas como Jowell & Randy, Cosculluela, Darkiel, Miky Woodz, Rauw Alejandro, Jon Z, Pusho, El Alfa, entre otros.
Ese mismo año, se lanzó otras dos ediciones más, tituladas Unplugged y Extended Play, los cuales fueron de corta duración.

## Lista de canciones

### Edición estándar (2018)
| N.º   | Título                                          | Duración |  |
| 1.    | «Intro»                                         | 1:34     |  |
| 2.    | «Esa boquita»                                   | 3:31     |  |
| 3.    | «6 de la morning»                               | 4:05     |  |
| 4.    | «De la mía personal»                            | 3:45     |  |
| 5.    | «Que ironía» (Ft. Darell, Darkiel y Miky Woodz) | 5:42     |  |
| 6.    | «Un chance» (Ft. Carlitos Rossy y Jory Boy)     | 4:26     |  |
| 7.    | «Tu quieres» (Ft. El Micha)                     | 3:15     |  |
| 8.    | «Le llegaré»                                    | 3:50     |  |
| 9.    | «Te necesito»                                   | 3:46     |  |
| 10.   | «Motívame»                                      | 3:25     |  |
| 11.   | «Son míos» (Ft. Messiah)                        | 3:42     |  |
| 12.   | «Déjame decirte»                                | 3:36     |  |
| 13.   | «Haters (Remix)» (Ft. Almighty y Bad Bunny)     | 5:30     |  |
| 14.   | «Rico suave»                                    | 3:49     |  |
| 15.   | «Despierta bien»                                | 3:40     |  |
| 16.   | «La verdad»                                     | 3:41     |  |
| 17.   | «Esa boquita (Salsa versión)» (Ft. Tito Nieves) | 3:47     |  |
| 18.   | «Esa boquita (Remix)» (Ft. Zion & Lennox)       | 3:48     |  |
| 68:52 |                                                 |          |  |

### Edición 1.5 (2019)
| N.º   | Título                                                                                        | Duración |  |
| 1.    | «Sentimientos escondidos»                                                                     | 3:29     |  |
| 2.    | «Enamórate» (Ft. Jowell & Randy)                                                              | 3:21     |  |
| 3.    | «Síguele dando» (Ft. Juanka El Problematik, Chyno Nyno, Ele A El Dominio y Pacho El Antifeka) | 4:44     |  |
| 4.    | «6 de la morning (Reloaded)» (Ft. Randy, Darkiel, Carlitos Rossy, Anonimus y Lito Kirino)     | 6:23     |  |
| 5.    | «Si mija si» (con Miky Woodz, Rauw Alejandro y Jon Z)                                         | 4:53     |  |
| 6.    | «Tricks» (con A Boogie Wit Da Hoodie)                                                         | 3:46     |  |
| 7.    | «Anda deja (Reloaded)» (con Carlitos Rossy y Casper Mágico)                                   | 3:48     |  |
| 8.    | «De la mía personal (Reloaded)» (con Cosculluela)                                             | 3:35     |  |
| 9.    | «Que fluya» (con Olga Tañón)                                                                  | 3:10     |  |
| 10.   | «Tiempos de vernos» (con Maldy)                                                               | 3:29     |  |
| 11.   | «Baila mami» (con Pusho y Benny Benni)                                                        | 3:07     |  |
| 12.   | «Tu juguete»                                                                                  | 3:09     |  |
| 46:59 |                                                                                               |          |  |

### Edición Vol. 2 (2019)
| N.º   | Título                                         | Duración |  |
| 1.    | «El final»                                     | 3:40     |  |
| 2.    | «Me da lo mismo» (con El Alfa)                 | 3:45     |  |
| 3.    | «Muchacha»                                     | 3:16     |  |
| 4.    | «Una locura»                                   | 3:32     |  |
| 5.    | «Nadie lo sabe» (con Juhn)                     | 3:13     |  |
| 6.    | «Siempre fly» (con Mestiza)                    | 3:10     |  |
| 7.    | «Piel con piel»                                | 3:37     |  |
| 8.    | «Fumando y pensándote» (con Jonna Torres)      | 3:18     |  |
| 9.    | «Se la vive» (con D.OZi)                       | 3:44     |  |
| 10.   | «Dicen» (con Darkiel)                          | 3:28     |  |
| 11.   | «Mi primera locura» (con Herencia De Timbiquí) | 3:43     |  |
| 12.   | «Rata (Outro)» (con Genio El Mutante)          | 4:48     |  |
| 43:18 |                                                |          |  |

### Edición unplugged (2019)
| N.º   | Título           | Duración |  |
| 1.    | «Déjame decirte» | 4:06     |  |
| 2.    | «Te necesito»    | 3:46     |  |
| 3.    | «Le llegaré»     | 3:50     |  |
| 11:43 |                  |          |  |

### Edición EP (2019)
| N.º   | Título                                                                               | Duración |  |
| 1.    | «No te vayas»                                                                        | 3:24     |  |
| 2.    | «Sentimientos escondidos (Remix)» (con Farina, Rauw Alejandro, Lyanno y Andy Rivera) | 3:48     |  |
| 3.    | «Haters (Part 2)»                                                                    | 3:41     |  |
| 4.    | «Me tienes mal»                                                                      | 3:10     |  |
| 5.    | «Nana» (con Carlitos Rossy, Jonna Torres y Genio El Mutante)                         | 4:27     |  |
| 18:32 |                                                                                      |          |  |

## Posición en listas

### Edición estándar (2018)
| Listas (2018)                   | Mejor posición |
| ------------------------------- | -------------- |
| Top Latin Albums (Billboard)    | 21             |
| Latin Rhythm Albums (Billboard) | 9              |